# Ranchal
Ranchal település Franciaországban, Rhône megyében. Lakosainak száma 311 fő (2022. január 1.). Ranchal Belmont-de-la-Loire, Belleroche, Poule-les-Écharmeaux, Saint-Bonnet-le-Troncy, Saint-Nizier-d'Azergues, Saint-Vincent-de-Reins és Cours községekkel határos.

## Népesség
A település népessége az elmúlt években az alábbi módon változott:
| Lakosok száma | 309  | 314  | 327  | 319  | 321  | 322  | 323  | 318  | 311  |
|               | 2013 | 2015 | 2016 | 2017 | 2018 | 2019 | 2020 | 2021 | 2022 |